# Sourou
Pour les articles homonymes, voir Sourou (homonymie).
Pour la rivière, voir Sourou (rivière).
Le Sourou est une des 47 provinces du Burkina Faso située dans la région du Sourou. Elle doit son nom à la rivière Sourou affluent du Mouhoun.

## Géographie

### Situation
La province est frontalière de la région du Nord à l'est, du Mali au nord et à l'ouest, de la province de la Kossi au sud-ouest et de la province du Nayala au sud.

### Nature et environnement
La géologie du Sourou fait partie de l'ensemble de la plaine du Gondo.

### Démographie
- 151 159 habitants (25,29 hab./km2) recensés en 1985[3],[4].
- 168 170 habitants (28,14 hab./km2) recensés en 1996[3].
- 188 512 habitants (31,54 hab./km2) estimés en 2003[5].
- 220 622 habitants (36,91 hab./km2)  recensés en 2006[3],[6].
- 240 474 habitants (40,23 hab./km2) estimés en 2010[7].
- 284 947 habitants (47,67 hab./km2)  recensés en 2019[1].

### Principales localités
Ne sont listées ici que les localités de la province ayant atteint au moins 4 000 habitants dans les derniers recensements (ou estimations de source officielles). Les données détaillées par ville, secteur ou village du dernier recensement général de 2019 ne sont pas encore publiées par l'INSD (en dehors des données préliminaires par département).
| Ville ou village | Coordonnées                 | Alt.       | Population  | Population  |
| Ville ou village | Coordonnées                 | Alt.       | Est. 2003   | Rec. 2006,  |
| ---------------- | --------------------------- | ---------- | ----------- | ----------- |
| Tougan           | 13° 04′ 09″ N, 3° 04′ 10″ O | 305 m max. | 14 405 hab. | 17 050 hab. |
| Gomboro          | 13° 29′ 07″ N, 2° 46′ 27″ O |            | 5 654 hab.  | 6 022 hab.  |
| Guiédougou       | 12° 59′ 52″ N, 3° 25′ 30″ O |            | 6 236 hab.  | 6 496 hab.  |
| Di               | 13° 10′ 20″ N, 3° 24′ 36″ O |            | 5 795 hab.  | 744 hab.    |
| Lankoué          | 13° 14′ 54″ N, 2° 35′ 01″ O |            | 4 968 hab.  | 5 351 hab.  |
| Débé             | 13° 04′ 55″ N, 3° 25′ 29″ O |            | 3 230 hab.  | 5 236 hab.  |
| Bangassogo       | 13° 18′ 56″ N, 2° 54′ 50″ O |            | 4 599 hab.  | 4 617 hab.  |
| Kiembara         | 13° 14′ 23″ N, 2° 43′ 38″ O |            | 4 429 hab.  | 4 605 hab.  |
| Niankoré         | 13° 13′ 33″ N, 2° 57′ 41″ O |            | 3 936 hab.  | 4 438 hab.  |
| Niassan          | 13° 05′ 37″ N, 3° 25′ 17″ O |            | 3 830 hab.  | 4 512 hab.  |

## Administration

### Départements ou communes

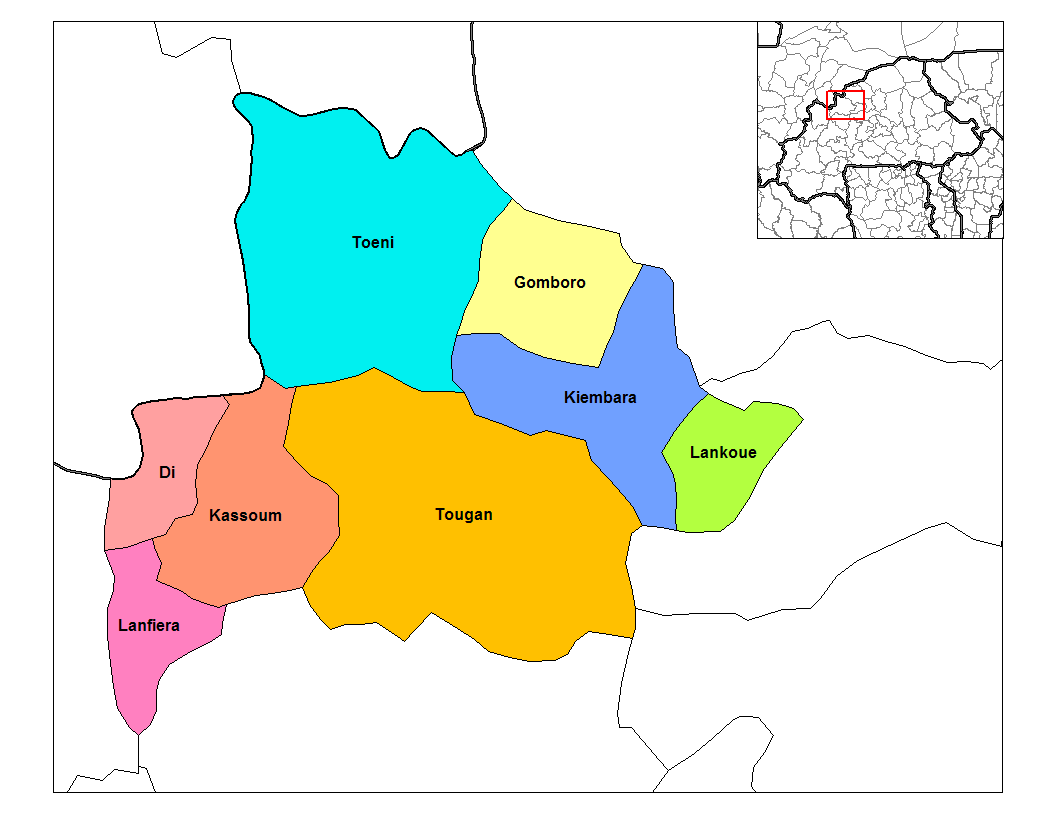
Localisation des huit départements ou communes de la province du Sourou, formant également le district sanitaire de Tougan.

La province du Sourou est administrativement composée de huit départements ou communes.
Sept sont des communes rurales, Tougan est une commune urbaine dont la ville chef-lieu, subdivisée en sept secteurs urbains, est également chef-lieu de la province :
| Département ou commune | Type de commune            | Subdivisions,                        | Chef-lieu                            | Population | Population | Population  |
| Département ou commune | Type de commune            | Subdivisions,                        | Chef-lieu                            | Est. 2003  | Rec. 2006, | Rec. 2019   |
| --- | -------------------------- | ------------------------------------ | ------------------------------------ | ---------- | ---------- | ----------- |
| Di | rurale                     | 17 villages                          | Di                                   | 22 723     | 23 863     | 38 076      |
| Gomboro | rurale                     | 10 villages                          | Gomboro                              | 13 800     | 13 770     | 12 664      |
| Kassoum | rurale                     | 35 villages                          | Kassoum                              | 21 100     | 20 973     | 25 683      |
| Kiembara | rurale                     | 14 villages                          | Kiembara                             | 29 228     | 29 267     | 39 264      |
| Lanfièra | rurale                     | 12 villages                          | Lanfièra                             | 18 401     | 18 817     | 25 488      |
| Lankoué (ou Lankoé, Lankoe, Lankoue) | rurale                     | 8 villages                           | Lankoué (ou Lankoé, Lankoe, Lankoue) | 15 458     | 16 473     | 21 910      |
| Toéni | rurale                     | 27 villages                          | Toéni                                | 31 910     | 30 202     | 32 708 (p.) |
| Tougan | urbaine                    | 7 secteurs et 33 villages            | Tougan (chef-lieu de province)       | 65 134     | 67 589     | 89 154      |
| 8 départements ou communes | 8 départements ou communes | 1 ville (7 secteurs) et 156 villages | Total                                | 217 754    | 220 954    | 284 947     |
| - (p.) : département ou commune partiellement recensé en raison de difficultés sécuritaires ; population totale estimée par une analyse complémentaire. |                            |                                      |                                      |            |            |             |

## Transports
C'est une province occidentale dont la ville chef-lieu, Tougan, se trouve à environ 200 km de Ouagadougou par la route nationale 21 et à mi-chemin de Mopti au Mali. Elle est également traversée par la route nationale 10 qui la place mi-chemin de Ouahigouya (à environ 95 km) et de Dédougou (à environ 90 km).

## Santé et éducation
Les huit communes de la province forment le district sanitaire de Tougan au sein de la région.